# Radulinus
Radulinus es un género de peces de la familia Cottidae, del orden Scorpaeniformes. Este género marino fue descrito científicamente en 1890 por Charles Henry Gilbert.

## Especies
Especies reconocidas del género:
- Radulinus asprellus C. H. Gilbert, 1890
- Radulinus boleoides C. H. Gilbert, 1898
- Radulinus taylori (C. H. Gilbert, 1912)
- Radulinus vinculus Bolin, 1950